# Christophe Thébault
Christophe Thébault (26 december 1972) is een Frans voormalig wielrenner.

## Belangrijkste overwinningen
1997
- Eindklassement Boucles de la Mayenne

2004
- 4e etappe Ronde van Normandië

Cantero · Dalibard · Delpech · Duret · Guilbert · Le Lay · Lelarge · Naibo · Petilleau · Pivois · Plouhinec · Poilvet · Thébault · Zieliński